# 2006-os MTV Video Music Awards
A 2006-os MTV Video Music Awards díjátadója 2006. augusztus 31-én került megrendezésre, és a legjobb, 2005. július 1-től 2006. június 26-ig készült klipeket díjazta. A díjakat a New York-i Radio City Music Hall-ban adták át, az est házigazdája Jack Black volt.
2006. volt az első év, amikor a nézők minden előadói kategóriában szavazhattak (Év videója, Legjobb férfi, női és csapatvideó; valamint minden műfaji kategória). Ahogy a korábbi évek során, a szakmai kategóriák (Legjobb rendezés, koreográfia stb.) sorsáról 2006-ban is szakértők döntöttek. 2006-ban megszüntették a Legnagyobb áttörés kategóriát.
A legtöbbször jelölt előadók (hét jelölés) Shakira és a Red Hot Chili Peppers voltak.

## Jelöltek
A győztesek félkövérrel vannak jelölve.

### Az év videója
Panic at the Disco — I Write Sins Not Tragedies
- Christina Aguilera — Ain't No Other Man
- Madonna — Hung Up
- Red Hot Chili Peppers — Dani California
- Shakira (közreműködik Wyclef Jean) — Hips Don't Lie

### Legjobb férfi videó
James Blunt — You're Beautiful
- Busta Rhymes (közreműködik Mary J. Blige, Rah Digga, Missy Elliott, Lloyd Banks, Papoose és DMX) — Touch It Remix
- Nick Lachey — What's Left of Me (song)|What's Left of Me
- T.I. — What You Know
- Kanye West (közreműködik Jamie Foxx) — Gold Digger

### Legjobb női videó
Kelly Clarkson — Because of You
- Christina Aguilera — Ain't No Other Man
- Nelly Furtado (közreműködik Timbaland) — Promiscuous
- Madonna — Hung Up
- Shakira (közreműködik Wyclef Jean) — Hips Don't Lie

### Legjobb csapatvideó
The All-American Rejects — Move Along
- Fall Out Boy — Dance, Dance
- Gnarls Barkley — Crazy
- Panic! at the Disco — I Write Sins Not Tragedies
- Red Hot Chili Peppers — Dani California

### Legjobb új előadó egy videóban
Avenged Sevenfold — Bat Country
- Angels & Airwaves — The Adventure
- James Blunt — You're Beautiful
- Chris Brown (közreműködik Juelz Santana) — Run It!
- Panic! at the Disco — I Write Sins Not Tragedies
- Rihanna — SOS

### Legjobb pop videó
Pink — Stupid Girls
- Christina Aguilera — Ain't No Other Man
- Nelly Furtado (közreműködik Timbaland) — Promiscuous
- Madonna — Hung Up
- Shakira (közreműködik Wyclef Jean) — Hips Don't Lie

### Legjobb rock videó
AFI — Miss Murder
- Thirty Seconds to Mars — The Kill
- Green Day — Wake Me Up When September Ends
- Panic! at the Disco — I Write Sins Not Tragedies
- Red Hot Chili Peppers — Dani California

### Legjobb R&B videó
Beyoncé (közreműködik Slim Thug és Bun B) — Check on It
- Mary J. Blige — Be Without You
- Chris Brown — Yo (Excuse Me Miss)
- Mariah Carey — Shake It Off
- Jamie Foxx (közreműködik Ludacris) — Unpredictable

### Legjobb rap videó
Chamillionaire (közreműködik Krayzie Bone) — Ridin'
- 50 Cent — Window Shopper
- Busta Rhymes (közreműködik Mary J. Blige, Rah Digga, Missy Elliott, Lloyd Banks, Papoose, és DMX) — Touch It Remix
- T.I. — What You Know
- Yung Joc (közreműködik Nitti) — It's Goin' Down

### Legjobb hiphopvideó
The Black Eyed Peas — My Humps
- Common — Testify
- Daddy Yankee — Rompe
- Three 6 Mafia (közreműködik Young Buck, Eightball és MJG) — Stay Fly
- Kanye West (közreműködik Jamie Foxx) — Gold Digger

### Legjobb dance videó
Pussycat Dolls (közreműködik Snoop Dogg) — Buttons
- Nelly Furtado (közreműködik Timbaland) — Promiscuous
- Madonna — Hung Up
- Sean Paul — Temperature
- Shakira (közreműködik Wyclef Jean) — Hips Don't Lie

### Legjobb rendezés
Gnarls Barkley — Crazy (Rendezés: Robert Hales)
- 10 Years — Wasteland (Rendezés: Kevin Kerslake)
- AFI — Miss Murder (Rendezés: Marc Webb)
- Common — Testify (Rendezés: Anthony Mandler)
- Red Hot Chili Peppers — Dani California (Rendezés: Tony Kaye)

### Legjobb koreográfia
Shakira (közreműködik Wyclef Jean) — Hips Don't Lie (Koreográfus: Shakira)
- Christina Aguilera — Ain't No Other Man (Koreográfus: Jerri Slaughter)
- Madonna — Hung Up (Koreográfus: Stephanie Roos)
- Sean Paul — Temperature (Koreográfus: Tanisha Scott)
- Pussycat Dolls (közreműködik Snoop Dogg) — Buttons (Koreográfus: Mike Mindon)

### Legjobb speciális effektek
Missy Elliott — We Run This (Speciális effektek: Louis Mackall és Tonia Wallander)
- Angels & Airwaves — The Adventure (Speciális effektek: Jack Effects)
- Beck — Hell Yes (Speciális effektek: Hammer & Tongs)
- Pearl Jam — Life Wasted (Speciális effektek: Fernando Apodaca)
- U2 — Original of the Species (Speciális effektek: John Leamy & Lawrence Nimrichter)

### Legjobb művészi rendezés
Red Hot Chili Peppers — Dani California (Művészi rendezés: Justin Dragonis)
- 10 Years — Wasteland (Művészi rendezés: Trae King)
- Common — Testify (Művészi rendezés: David Ross)
- Panic! at the Disco — I Write Sins Not Tragedies (Művészi rendezés: Lindy McMichael, Jamie Drake és Erin Wieczorek)
- Shakira (közreműködik Wyclef Jean) — Hips Don't Lie (Művészi rendezés: Laura Fox)

### Legjobb vágás
Gnarls Barkley — Crazy (Vágó: Ken Mowe)
- The All-American Rejects — Move Along (Vágó: J.D. Smyth)
- Angels & Airwaves — The Adventure (Vágó: Clark Eddy)
- Red Hot Chili Peppers — Dani California (Vágó: Peter Goddard)
- U2 — Original of the Species (Vágó: Olivier Wicki)

### Legjobb operatőr
James Blunt — You're Beautiful (Operatőr: Robbie Ryan)
- AFI — Miss Murder (Operatőr: Wells Hackett)
- Prince — Black Sweat (Operatőr: Checco Varese)
- Red Hot Chili Peppers — Dani California (Operatőr: Tony Kaye)
- Ashlee Simpson — Invisible (Operatőr: Jeff Cutter)

### Legjobb videójáték betétdal
Marc Eckō's Getting Up: Contents Under Pressure (Atari)
- Burnout Revenge (Electronic Arts)
- Driver: Parallel Lines (Atari)
- Fight Night Round 3 (Electronic Arts)
- NBA 2K6 (2K Games)

### Legjobb videójátékhoz írt betétdal
The Elder Scrolls IV: Oblivion (zeneszerző: Jeremy Soule)
- Dreamfall: The Longest Journey (zeneszerző: Leon Willett)
- Electroplankton (felhasználó által generált zene)
- Hitman: Blood Money (zeneszerző: Jesper Kyd)
- Ghost Recon: Advanced Warfighter (zeneszerző: Tom Salta)

### Az év csengőhangja
Fort Minor (közreműködik Holly Brook) —Where'd You Go
- The Black Eyed Peas —My Humps
- Bubba Sparxxx (közreműködik a Ying Yang Twins) —Ms. New Booty
- Nelly (közreműködik Paul Wall) —Grillz
- Kanye West (közreműködik Jamie Foxx) —Gold Digger

### MTV2 díj
Thirty Seconds to Mars — The Kill
- Lil Wayne — Fireman
- Taking Back Sunday  — MakeDamnSure
- Three 6 Mafia (közreműködik Young Buck, Eightball és MJG) — Stay Fly
- Yung Joc (közreműködik Nitti) — It's Goin' Down

### Közönségdíj
Fall Out Boy — Dance, Dance (38%)
- Chris Brown (közreműködik Juelz Santana) — Run It! (10%)
- Kelly Clarkson — Because of You (28%)
- Rihanna — SOS (6%)
- Shakira (közreműködik Wyclef Jean) — Hips Don't Lie (18%)

### Életmű-díj
Hype Williams

## Fellépők

### Elő-show
- Fergie — London Bridge
- My Chemical Romance — Welcome to the Black Parade

### Fő show
- Justin Timberlake (közreműködik Timbaland) — My Love/SexyBack
- The Raconteurs
- Shakira Wyclef Jean-nal — Hips Don't Lie
- Ludacris (közreműködik Pharrell és a Pussycat Dolls) — Money Maker
- OK Go — Here It Goes Again
- The All-American Rejects — Move Along
- Beyoncé — Ring the Alarm
- T.I. (közreműködik Young Dro) — Shoulder Lean/What You Know
- Panic! at the Disco — I Write Sins Not Tragedies
- Busta Rhymes — Put Your Hands Where My Eyes Could See
- Missy Elliott — The Rain (Supa Dupa Fly)
- Christina Aguilera — Hurt
- Tenacious D — Friendship Song
- The Killers — Enterlude/When You Were Young

## Díjátadók
- Lil' Kim — Legjobb férfi videó
- André 3000 és Ciara — Legjobb hiphopvideó
- a Jackass: Number Two szereplői — Közönségdíj
- 50 Cent és LL Cool J — Legjobb női videó
- Jessica Simpson — Legjobb dance videó
- Nick Lachey és Nicole Richie — Legjobb pop videó
- Snoop Dogg — Legjobb rap videó
- Amy Lee (az Evanescence-ből) és Jared Leto (a Thirty Seconds to Mars-ból) — Legjobb csapatvideó
- Ne-Yo és Rihanna — Az év csengőhangja
- Fergie és Abigail Breslin — Legjobb új előadó egy videóban
- Jim Shearer és EBRO — MTV2 díj (csak az MTV2 közvetítette)
- Britney Spears és Kevin Federline (műholdas kapcsolaton keresztül) — Legjobb R&B videó
- Kanye West — Életmű-díj
- Pink és Lou Reed — Legjobb rock videó
- Jennifer Lopez — Az év videója